# Dejan Jaković
Dejan Jaković (* 16. červenec 1985) je kanadský fotbalový obránce a reprezentant narozený v Jugoslávii.

## Reprezentační kariéra
S kanadskou reprezentací se zúčastnil Zlatého poháru CONCACAF v roce 2009 a v roce 2015.

## Statistiky
K prosinci 2015
| Kanada | Kanada | Kanada |
| Roky   | Záp.   | Góly   |
| ------ | ------ | ------ |
| 2009   | 5      | 0      |
| 2010   | 3      | 0      |
| 2011   | 2      | 0      |
| 2012   | 1      | 0      |
| 2013   | 5      | 0      |
| 2014   | 1      | 0      |
| 2015   | 9      | 0      |
| Celkem | 26     | 0      |